# Liste der Monuments historiques in Saint-Philbert-du-Peuple
Die Liste der Monuments historiques in Saint-Philbert-du-Peuple führt die Monuments historiques in der französischen Gemeinde Saint-Philbert-du-Peuple auf.

## Liste der Bauwerke
| Bezeichnung        | Beschreibung              | Standort | Kennzeichnung | Schutzstatus | Datum | Bild           |
| ------------------ | ------------------------- | -------- | ------------- | ------------ | ----- | -------------- |
| Kirche St-Philbert | Erbaut im 12. Jahrhundert | (Lage)   | PA00109285    | Inscrit      | 1972  | weitere Bilder |

## Liste der Objekte
- Monuments historiques (Objekte) in Saint-Philbert-du-Peuple in der Base Palissy des französischen Kultusministeriums